# Ace Wilder
Ace Wilder, pseudonimo di Alice Kristina Ingrid Gernandt (Stoccolma, 23 luglio 1982), è una cantautrice svedese.

## Biografia
Nata a Stoccolma, ha vissuto da giovane a Miami (Stati Uniti).
Dal 2007 al 2011 ha lavorato come autrice per altri artisti, scrivendo tra l'altro Head Above Water di Jennifer Rush, Carry On e Hungover di Honey, Magic degli Sweetbox, No One (Can Ever Change My Mind) di Stefanie Heinzmann e Corrupted di Martina Aitolehti.
Nel 2012 ha intrapreso la carriera di interprete firmando per la EMI Records & Warner Music. L'anno seguente ha pubblicato il singolo Do It. Il suo album d'esordio è A Wilder.
Nel 2014 ha partecipato al Melodifestivalen 2014 classificandosi al secondo posto con Busy Doin' Nothin'.
Ha scritto i brani Oh Oh per Anna Abreu e Scream per Margaret Berger.

## Discografia

### EP
- 2013 - A Wilder
- 2014 - Busy Doin' Nothin' Remixes
- 2015 - The Wildcard

### Singoli
- 2012 - Voodoo Amore
- 2013 - Do It
- 2013 - Bitches Like Fridays
- 2014 - Busy Doin' Nothin'
- 2014 - Riot
- 2016 - Selfish
- 2017 - Wild Child
- 2017 - Dansa i neon